# قبة هارون
قبة هارون (بالفارسية: گنبد هارون) هي قبة تاريخية تعود إلى القرن الثامن الهجري، وتقع في مقاطعة مشهد.

## معرض صور

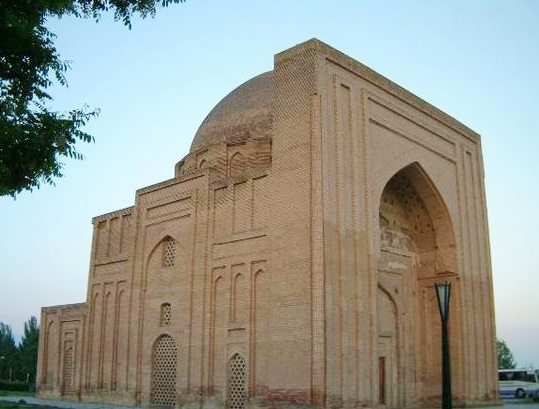
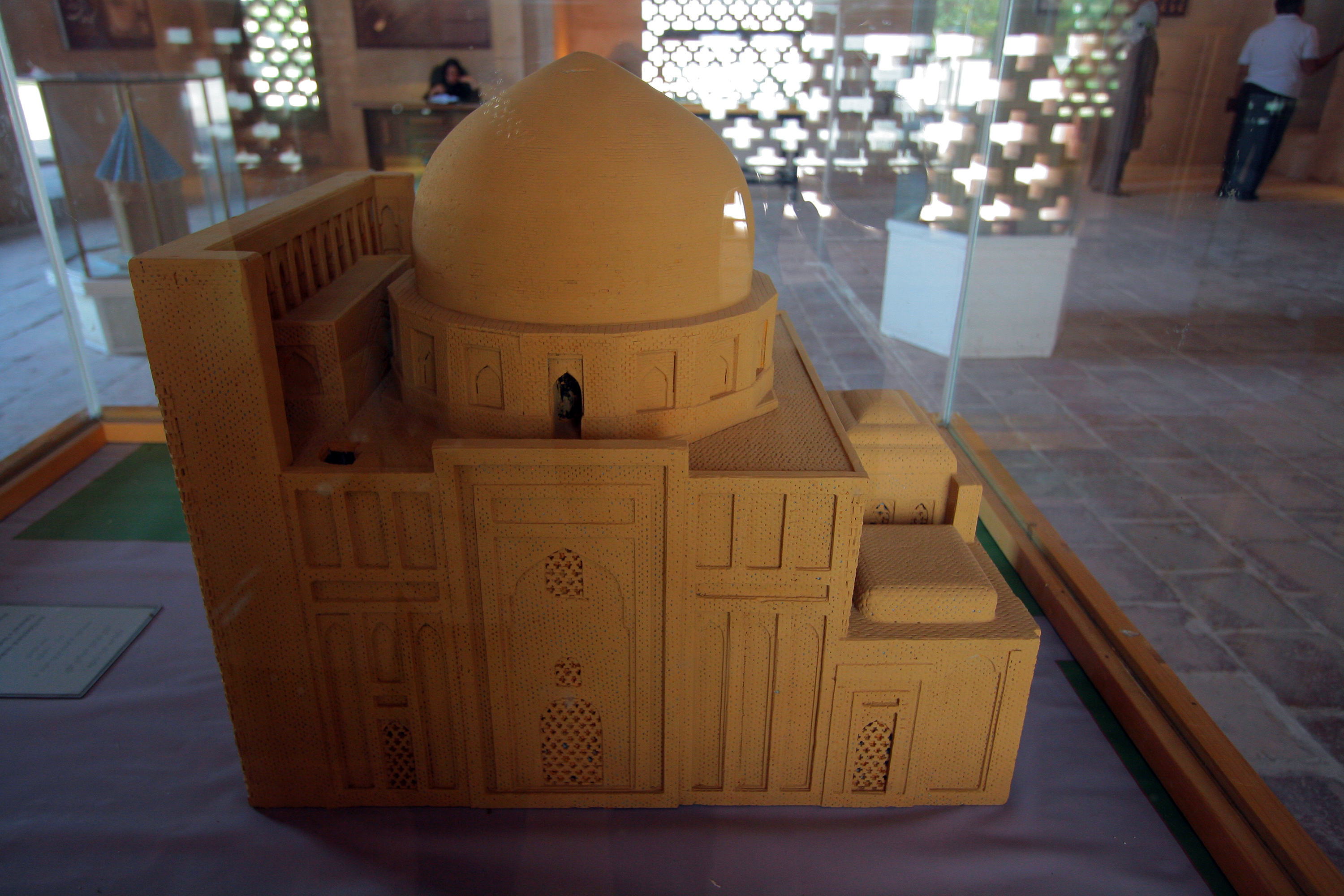
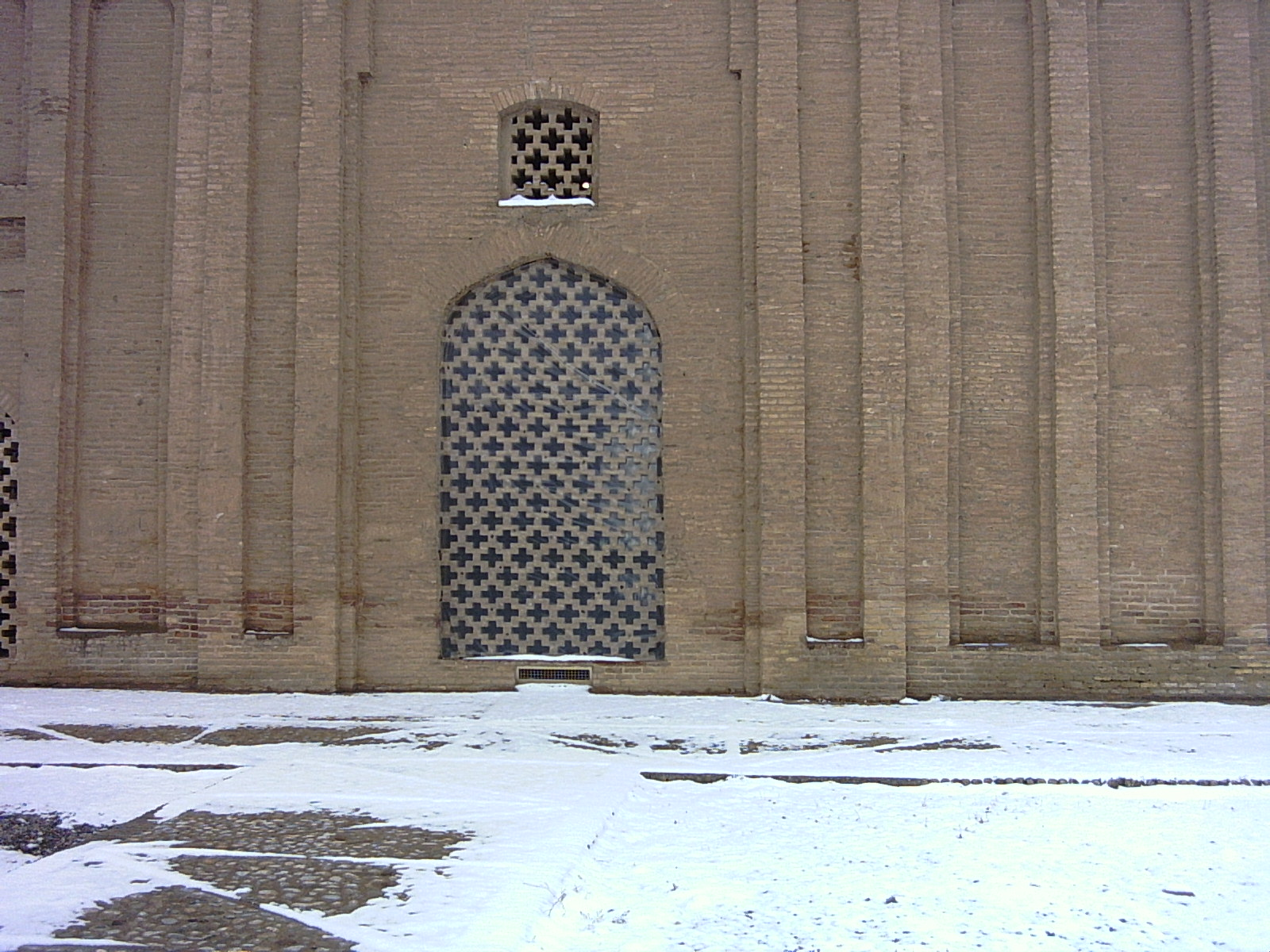